# Ріксу
Рі́ксу (ест. Riksu küla) — село в Естонії, у волості Ляене-Сааре повіту Сааремаа.

## Населення
Чисельність населення на 31 грудня 2011 року становила 28 осіб.

## Географія
Село розташоване поблизу озера Ріксу (Riksu laht).
Через село проходить автошлях 102 (Мустьяла — Кігелконна — Тегумарді). Від села починається дорога Коймла — Ріксу.

## Історія
Поселення відоме з 1645 року як хутір Ріксо Рейну.
Історично село Ріксу належало до приходу Кігелконна (Kihelkonna kihelkond).
До 12 грудня 2014 року село входило до складу волості Люманда.

## Пам'ятки природи
На південний захід від села лежить територія заказника «Узбережжя Ріксу» (Riksu ranniku hoiuala).